# JSD Partizan
El JSD Partizan (en serbi: Jugoslovensko sportsko društvo Partizan / Југословенско спортско друштво Партизан) és un club poliesportiu de la ciutat de Belgrad a Sèrbia.
Va ser fundat el 4 d'octubre de 1945. Entre els primers equips del club hi havia el futbol i l'atletisme. El 1946 també es van crear els de bàsquet, escacs, voleibol, tennis i natació. L'any següent, el 1947, es van fundar altres seccions com ciclisme, boxa, hoquei sobre gel, tennis taula i motociclisme, i més endavant, algunes més: lluita lliure, judo, halterofília, waterpolo, tir, bitlles, rem, salts i handbol.

## Secció de futbol
És el segon club amb més triomfs de Sèrbia amb, incloent els tornejos de l'antiga Iugoslàvia.

## Secció de basquetbol
Guanyador de nombrosos títols nacionals i continentals, dels quals destaca la Eurolliga del 1992.

## Secció de waterpolo
És un dels clubs amb més títols de campió d'Europa.